# Produto tensorial
Em matemática, o produto tensorial V ⊗ W de dois espaços vetoriais V e W (sobre o mesmo corpo) é um espaço vetorial, dotado de uma operação de composição bilinear, denotada por ⊗, de pares ordenados do produto Cartesiano V × W sobre V ⊗ W, de uma maneira que generaliza o produto externo. O produto tensorial de V e W é o espaço vetorial gerado pelos símbolos v ⊗ w, com v ∈ V e w ∈ W, em que as relações de bilinearidade são impostas para o produto ⊗, e não são assumidas quaisquer outras relações. O espaço produto tensorial é, assim, o espaço vetorial "mais livre" (ou o mais geral), no sentido de ter o menor número de restrições.
O produto tensorial de espaços vetoriais (de dimensão finita) tem dimensão igual ao produto das dimensões dos dois fatores:
{\displaystyle \dim(V\otimes W)=\dim V\times \dim W.}
Em particular, isto distingue o produto tensorial da soma direta de espaços vetoriais, cuja dimensão é a soma das dimensões das duas parcelas:
{\displaystyle \dim(V\oplus W)=\dim V+\dim W.}
De modo mais geral, o produto tensorial pode ser estendido a outras categorias de objetos matemáticos, além de espaços vetoriais, tais como matrizes, tensores, álgebras, espaços vetoriais topológicos, e módulos. Em cada caso, a operação de produto tensorial é caracterizada por uma propriedade universal semelhante: ela é a operação bilinear mais livre. O conceito geral de um "produto tensorial" é capturado por categorias monoidais, isto é, a classe de todas as coisas que têm um produto tensorial é uma categoria monoidal.

## Motivação intuitiva e o produto tensorial concreto
A motivação intuitiva para o produto tensorial baseia-se no conceito mais geral de tensor. Em particular, um tensor é um objeto que pode ser considerado como um tipo especial de função multilinear, que recebe um certo número de vetores (sua ordem) e gera um escalar. Tais objetos são úteis em várias áreas de aplicação, tais como a geometria Riemanniana, famosa por seu uso na teoria geral da relatividade de Albert Einstein na física moderna, onde o tensor métrico é um conceito fundamental: em particular, o tensor métrico pega dois vetores, que podem ser pensados aproximadamente como pequenas setas que partem de um ponto específico dentro de um espaço curvo, ou variedade, e retorna um produto escalar local deles em relação àquele ponto particular - uma operação que codifica aproximadamente os comprimentos dos vetores assim como o ângulo entre eles. Como o produto escalar é um escalar, o tensor métrico é visto então como merecedor de seu nome.  Existe um tensor métrico em cada ponto da variedade, e a variação no tensor métrico codifica, assim, o modo como os conceitos de distância e de ângulo, e, portanto, as leis da geometria analítica , variam ao longo da variedade.
Pode-se considerar o produto de dois espaços vetoriais, {\displaystyle V} e {\displaystyle W} como o conjunto de todos os tensores que tomam um vetor de {\displaystyle V} e um de {\displaystyle W} e retorna um escalar dentro de seu corpo base comum (e, portanto, só pode ser definido se eles têm um corpo de base). Os dois espaços podem ser o mesmo—no exemplo acima eles são vetores no espaço tangente em um ponto: aproximadamente o espaço plano com o qual um pequeno pedaço da variedade mais se "parece" quando você aumenta o zoom muito, muito perto de um determinado ponto dela, e, assim, o tensor métrico vive no produto tensorial daquele espaço com si mesmo. Mas eles também podem ser diferentes.
Se temos uma base para os espaços vetoriais, e o espaço vetorial tem dimensão finita, pode-se representar os vetores em termos de componentes em relação àquela base de vetores:
{\displaystyle \mathbf {v} ={\begin{bmatrix}v_{1}\\v_{2}\\\vdots \\v_{n}\end{bmatrix}},\ \mathbf {w} ={\begin{bmatrix}w_{1}\\w_{2}\\\vdots \\w_{m}\end{bmatrix}}.}
em que cada notação representa a soma {\displaystyle \mathbf {v} =v_{1}\mathbf {e} _{1}+v_{2}\mathbf {e} _{2}+\cdots +v_{n}\mathbf {e} _{n}.}
Um tensor é, então, uma aplicação {\displaystyle T(\mathbf {v} ,\mathbf {w} )} que funciona como acima, retornando um escalar e que é linear em seus dois argumentos. Tal tensor pode ser representado usando uma multiplicação de matrizes:
{\displaystyle T(\mathbf {v} ,\mathbf {w} )=\mathbf {v} ^{T}\mathbf {T} \mathbf {w} }
em que o sobrescrito T denota a transposição de matrizes , que leva o vetor {\displaystyle \mathbf {v} } em seu vetor dual.
Dados dois vetores, podemos formar um tensor a partir deles  de forma bastante natural utilizando-se do produto externo, que é indicado por {\displaystyle \mathbf {v} \otimes \mathbf {w} } e é igual a {\displaystyle \mathbf {v} \mathbf {w} ^{T}.} Esse tensor resulta na matriz
{\displaystyle \mathbf {v} \otimes \mathbf {w} ={\begin{bmatrix}v_{1}w_{1}&&v_{1}w_{2}&&\cdots &&v_{1}w_{m}\\v_{2}w_{1}&&v_{2}w_{2}&&\cdots &&v_{2}w_{m}\\\vdots &&\vdots &&\ddots &&\vdots \\v_{n}w_{1}&&v_{n}w_{2}&&\cdots &&v_{n}w_{m}\end{bmatrix}}}
e essa matriz corresponde ao tensor pela construção anterior, que é um resquício de como ela corresponde a uma transformação linear (pela multiplicação em apenas um lado). Esses mesmos tensores geram um espaço vetorial por meio de suas somas e de sua multiplicação por escalares como é feito normalmente para matrizes e funções, e a coleção de todos os tensores produzidos deste modo é o produto tensorial {\displaystyle V\otimes W} dos dois espaços vetoriais.  De fato, esse espaço equivale ao espaço das transformações representadas por todas as matrizes possíveis do tamanho acima, como se pode ver ao observar que os simples produtos de tensores {\displaystyle {\textbf {e}}_{i}\otimes {\textbf {f}}_{j}} (aqui, {\displaystyle {\textbf {f}}_{j}} é a base do outro espaço vetorial, {\displaystyle W} têm um "1" na {\displaystyle (i,j)}-ésima posição e um "0" s nas demais posições, o que permite que eles sejam multiplicados por qualquer número e, então, somados para obter uma matriz com entradas arbitrárias.
O propósito das próximas seções é encontrar uma definição que seja equivalente a esta onde é aplicável, mas que não exija uma escolha específica de base e que também possa ser aplicada mais facilmente a situações de dimensão infinita em que os conceitos de base usuais (base de Hamel) podem ser mal-comportados.  Não requerer uma base específica é útil do ponto de vista teórico, já que embora todo espaço vetorial tenha uma base, nem todas as bases são necessariamente construtíveis, e além disso o próprio resultado depende da aceitação do axioma da escolha que pode ser rejeitado em alguns sistemas da matemática. Além disso, é útil encontrar uma construção abstrata para análise do ponto de vista da teoria das categorias, a teoria do "grande quadro da matemática" e como todos os objetos matemáticos se relacionam uns com os outros em um sentido muito geral.  Um uso muito importante na vida real de uma definição como essa pode ser encontrado em outro campo da física moderna chamado mecânica quântica: o produto tensorial nesta forma nos permite falar da função de onda de um sistema de duas partículas como um vetor de espaço de Hilbert abstrato sem ter que especificar uma base específica de observáveis .

## Pequeno passo em direção ao produto tensorial abstrato: o espaço vetorial livre
O primeiro passo a ser considerado envolve a introdução de algo que é chamado de "espaço vetorial livre" sobre um determinado conjunto. O impulso por trás dessa ideia consiste basicamente no que foi dito no último ponto: como um tensor {\displaystyle T} pode ser escrito na forma de uma soma dupla
{\displaystyle T=\sum _{i=1}^{n}\sum _{j=1}^{m}(v_{i}w_{j})(\mathbf {e} _{i}\otimes \mathbf {f} _{j})}
o jeito mais natural de abordar este problema é, de alguma forma, descobrir como se pode "esquecer" sobre a escolha específica das bases {\displaystyle \mathbf {e} } e {\displaystyle \mathbf {f} } que são usadas aqui.  Em matemática, a maneira de "esquecer" os detalhes da representação de alguma coisa é estabelecer uma identificação que diga que duas coisas diferentes que devem ser consideradas representações da mesma coisa são de fato assim, isto é, que, dadas tais coisas diga "sim, elas são a mesma" ou então "não, elas não são a mesma", e então "juntam" todas as representações como se constituíssem a "coisa representada" sem referência a qualquer uma em particular, reunindo-as todas em um único conjunto.  Em termos formais, primeiro é construída uma relação de equivalência e, então, toma-se o conjunto quociente definido por essa relação.
Mas antes de ser possível fazer isso, primeiro é preciso desenvolver sobre o que será definida a relação de equivalência. Isso é feito abordar o problema no sentido inverso, de baixo para cima: uma vez que não se tem garantida uma base, pelo menos construtível, quando se começa a partir de espaços vetoriais arbitrários, pode-se tentar começar garantindo que há uma - isto é, considera-se, em primeiro lugar, uma "base" isoladamente, como dada, e então construindo o espaço vetorial a partir dela. Para esse fim, faz-se o seguinte: supõe-se que {\displaystyle B} é algum conjunto, que poderia ser chamado de uma base abstrata.  Agora considere todas as expressões formais do tipo
{\displaystyle \mathbf {v} =a_{1}\beta _{1}+a_{2}\beta _{2}+\cdots +a_{n}\beta _{n}}
de comprimento {\displaystyle n} arbitrário, mas finito, e nas quais os a_j são escalares e os \beta_j são elementos de B {\displaystyle B.} Intuitivamente, isso é uma combinação linear dos vetores da base no sentido usual de expandir um elemento de um espaço vetorial. Isso é chamado de "expressão formal" pois tecnicamente a multiplicação {\displaystyle \alpha _{j}\beta _{j}} não é permitida já que não há uma operação de multiplicação definida por padrão em um conjunto arbitrário e um corpo de escalares arbitrário. Em vez disso, pretende-se (de modo similar ao que se faz para definir os números imaginários) que isso se refere a algo e então procede-se com a sua manipulação de acordo com as regras que são esperadas de um espaço vetorial, como por exemplo, que a soma de duas sequências de mesmo comprimento é
{\displaystyle (a_{1}\beta _{1}+a_{2}\beta _{2}+\cdots +a_{n}\beta _{n})+(b_{1}\beta _{1}+b_{2}\beta _{2}+\cdots +b_{n}\beta _{n})=(a_{1}+b_{1})\beta _{1}+(a_{2}+b_{2})\beta _{2}+\cdots +(a_{n}+b_{n})\beta _{n}}
onde foram usadas as leis associativa, comutativa e distributiva para reorganizar a primeira soma e transformá-la na segunda. Continuando desta forma com os os múltiplos escalares e com as combinações de vetores de comprimentos diferentes é possível construir uma adição de vetores e uma multiplicação por escalar sobre este conjunto de expressões formais, e ele é chamado de espaço vetorial livre sobre B, e denotado por {\displaystyle F(B).} Observe que os elementos de {\displaystyle B} considerados como expressões formais de comprimento um com coeficiente 1 na frente, formam uma base de Hamel para este espaço.
A expresso do produto tensorial é então abstraída considerando-se que se {\displaystyle \beta _{j}} e {\displaystyle \gamma _{j}} representam "vetores de base abstratos" de dois conjuntos {\displaystyle B} e {\displaystyle G,} por exemplo, que "{\displaystyle \beta _{j}=\mathbf {e} _{j}}"e "{\displaystyle \gamma _{j}=\mathbf {f} _{j}}" então os pares destes vetores no produto cartesiano {\displaystyle B\times G,} ou seja, {\displaystyle (\beta _{i},\gamma _{j})} são tomados como sendo os produtos tensoriais {\displaystyle \mathbf {e} _{i}\otimes \mathbf {f} _{j}.} (Note que os produtos tensoriais na expressão são, em algum sentido, "atômicos", isto é, as adições e multiplicações por escalares não os dividem em qualquer outra coisa, então eles podem ser substituídos por algo diferente, sem alterar a estrutura matemática.) Com tal identificação, pode-se, assim, definir o produto tensorial de dois espaços vetoriais {\displaystyle F(B)} e {\displaystyle F(G)} como sendo algo (ainda a ser decidido) que é isomorfo a {\displaystyle F(B\times G).}

## Usando o espaço vetorial livre para "esquecer" da base
A definição acima realmente funcionará para qualquer espaço vetorial em que seja possível especificar uma base, uma vez que ele pode ser reconstruído como o espaço vetorial livre sobre aquela base: o procedimento acima reflete exatamente a forma como os vetores são representados por meio de uma base de Hamel, por construção. Na verdade, não houve qualquer ganho... até que foi feito isso.
Como não está sendo suposto que se tem acesso a uma base para cada espaço vetorial {\displaystyle V} e {\displaystyle W} cujo produto tensorial {\displaystyle V\otimes W} se pretende construir, utiliza-se a melhor opção disponível que, em certo sentido, é algo que garantidamente pode ser feito, independentemente de quaisquer preocupações ou problemática em encontrar uma base específica: usar a totalidade de {\displaystyle V} e {\displaystyle W} como "base" para construir os tensores—o que corresponde ao que, na verdade, foi feito na última parte do "Seção sobre a motivação intuitiva", em que foi considerada a adição de produtos tensoriais arbitrários {\displaystyle \mathbf {v} \otimes \mathbf {w} } de vetores arbitrários dos dois espaços. A única diferença aqui é que, se for usada a construção do espaço vetorial livre para formar o produto óbvio {\displaystyle F(V)\otimes F(W)=F(V\times W)} ele terá muitas versões redundantes do que deve ser o mesmo tensor, em outras palavras, voltando ao caso em que havia uma base, se for considerado o exemplo bastante específico em que {\displaystyle V=W=\mathbb {R} ^{2}} com a base canônica, que é suficientemente pequeno mas não trivial, pode-se considerar que o tensor formado pelos vetores {\displaystyle \mathbf {v} ={\begin{bmatrix}0&&3\end{bmatrix}}^{T}} e {\displaystyle \mathbf {w} ={\begin{bmatrix}5&&-3\end{bmatrix}}^{T},} isto é,
{\displaystyle T:=\mathbf {v} \otimes \mathbf {w} ={\begin{bmatrix}0&&0\\15&&-9\end{bmatrix}}}
também poderia ser representado por outras somas, tais como a soma usando tensores básicos {\displaystyle \mathbf {e} _{i}\otimes \mathbf {e} _{j},} como por exemplo
{\displaystyle T=0(\mathbf {e} _{1}\otimes \mathbf {e} _{1})+0(\mathbf {e} _{1}\otimes \mathbf {e} _{2})+15(\mathbf {e} _{2}\otimes \mathbf {e} _{1})-9(\mathbf {e} _{2}\otimes \mathbf {e} _{2}).}
Estas expressões, embora sejam iguais no caso concreto, seriam elementos distintos do espaço vetorial livre {\displaystyle F(V\times W),} a saber
{\displaystyle T=(v,w)}
no primeiro caso, e
{\displaystyle T=0(e_{1},e_{1})+0(e_{1},e_{2})+15(e_{2},e_{1})-9(e_{2},e_{2})}
no segundo caso. Assim, deve-se agrupá-los—e  aqui que a relação de equivalência entra em jogo. O truque para a construção é observar que, dado qualquer vetor {\displaystyle \mathbf {v} } em um espaço vetorial, é sempre possível representá-lo como a soma de dois outros vetores {\displaystyle \mathbf {a} } e {\displaystyle \mathbf {b} } diferentes do vetor original. No mínimo pode-se tomar qualquer vetor {\displaystyle \mathbf {a} } e definir {\displaystyle \mathbf {b} :=\mathbf {v} -\mathbf {a} }—o que também mostra que, se for dado um vetor e, então, um segundo vetor, pode-se escrever o primeiro vetor em termos do segundo, juntamente com um terceiro vetor adequado (de fato, em de muitas maneiras—basta considerar os múltiplos escalares do segundo vetor na mesma subtração.).
Isso é útil, porque o produto externo satisfaz as seguintes propriedades de linearidade, que podem ser comprovadas pela simples manipulação algébrica das matrizes correspondentes às expressões (os vetores abaixo são genéricos, não os do exemplo acima):
{\displaystyle (\mathbf {v} +\mathbf {w} )\otimes \mathbf {u} =\mathbf {v} \otimes \mathbf {u} +\mathbf {w} \otimes \mathbf {u} }
{\displaystyle \mathbf {u} \otimes (\mathbf {v} +\mathbf {w} )=\mathbf {u} \otimes \mathbf {v} +\mathbf {u} \otimes \mathbf {w} }
{\displaystyle c(\mathbf {v} \otimes \mathbf {u} )=(c\mathbf {v} )\otimes \mathbf {u} =\mathbf {v} \otimes (c\mathbf {u} )}
Se o objetivo for relacionar o produto externo {\displaystyle \mathbf {v} \otimes \mathbf {w} } com, por exemplo, {\displaystyle \mathbf {e_{1}} \otimes \mathbf {w} }pode-se usar a primeira relação acima, juntamente com uma expressão adequada de {\displaystyle \mathbf {v} } como uma soma de alguns vetores e algum múltiplo escalar de {\displaystyle \mathbf {e_{1}} .}
A igualdade entre dois tensores concretos é obtida então se usando as regras acima há como transformar uma das somas dos produtos externos na outra, por meio de decomposições apropriadas dos vetores—independentemente de realmente haver uma base de vetores. Aplicando-se isso ao exemplo acima, observa-se que
{\displaystyle \mathbf {v} =0\mathbf {e} _{1}+3\mathbf {e} _{2}}
{\displaystyle \mathbf {w} =5\mathbf {e} _{1}-3\mathbf {e} _{2}}
e que por meio da substituição em
{\displaystyle T=\mathbf {v} \otimes \mathbf {w} }
obtêm-se
{\displaystyle T=(0\mathbf {e} _{1}+3\mathbf {e} _{2})\otimes (5\mathbf {e} _{1}-3\mathbf {e} _{2})}
e o uso criterioso das propriedades distributivas permite que sejam reorganizados da forma desejada. Do mesmo modo, há uma manipulação correspondente espelhada em termos dos elementos do espaço vetorial livre, como {\displaystyle (v,w)} e {\displaystyle (e_{1},e_{1}),} {\displaystyle (e_{1},e_{2})} etc, e isso, finalmente, é o que leva à definição formal do produto tensorial.

## A definição do produto tensorial abstrato
O produto tensorial abstrato de dois espaços vetoriais {\displaystyle V} e {\displaystyle W} sobre um corpo base comum é o espaço vetorial quociente
{\displaystyle V\otimes W:=F(V\times W)/\sim }
em que {\displaystyle \sim } é a relação de equivalência de igualdade formal, que é gerada pela suposição de que para cada {\displaystyle (v,w)} e {\displaystyle (v',w')} tomadas como expressões formais no espaço vetorial livre vale o seguinte:
Identidade. {\displaystyle (v,w)\sim (v,w).}
Distributividade.  {\displaystyle (v,w)+(v',w)\sim (v+v',w)} e {\displaystyle (v,w)+(v,w')\sim (v,w+w').}
Múltiplos escalares.  {\displaystyle c(v,w)\sim (cv,w)} e {\displaystyle c(v,w)\sim (v,cw)}
e então testando a equivalência de expressões formais genéricas através de manipulações adequadas baseadas nestas equivalências. A aritmética é definida sobre o produto tensorial escolhendo elementos representativos, aplicando-se as regras aritméticas, e, finalmente, obtendo a classe de equivalência. Além disso, dados quaisquer dois vetores {\displaystyle \mathbf {v} \in V} e {\displaystyle \mathbf {w} \in W,} a classe de equivalência {\displaystyle [(v,w)]} é indicada por {\displaystyle \mathbf {v} \otimes \mathbf {w} .}

## Propriedades

### Notação
Muitas vezes os elementos de V ⊗ W são chamados de tensores, embora este termo se refira a muitos outros conceitos relacionados. Se v pertence a V e w pertence a W, então a classe de equivalência de (v, w) é denotada por v ⊗ w, e é denominado o produto tensorial de v com w. Em engenharia, o uso do símbolo "⊗" refere-se, especificamente, à operação de produto externo; o resultado do produto externo v ⊗ w é uma das maneiras usuais de representar a classe de equivalência v ⊗ w. Um elemento de V ⊗ W que pode ser escrito na forma v ⊗ w é chamado de um tensor simples ou puro. Em geral, um elemento do espaço produto tensorial não é um tensor puro, mas sim uma combinação linear finita de tensores puros. Por exemplo, se v1 e v2 são linearmente independentes, e w1 e w2 também são linearmente independentes, então v1 ⊗ w1 + v2 ⊗ w2 não pode ser escrito como um tensor puro. O número de tensores simples necessários para expressar um elemento de um produto tensorial é chamado posto do tensor (não confundir com a ordem do tensor, que é o número de espaços dos quais se tomou o produto, neste caso, 2; na notação, o número de índices), e para operadores lineares ou matrizes, pensados como tensores (1, 1) (elementos do espaço V ⊗ V∗), ele coincide com o posto da matriz.

### Dimensão
Dada bases {vi} e {wj} para V e W , respectivamente, os tensores {vi ⊗ wj} formam uma base para V ⊗ W. Portanto, se V e W têm dimensão finita, a dimensão do produto é o produto das dimensões dos espaços originais; por exemplo, Rm ⊗ Rn é isomorfo a Rmn.

### Produto tensorial de transformações lineares
O produto tensorial também opera sobre transformações lineares entre espaços vetoriais. Especificamente, dadas as transformações lineares S : V → X e T : W → Y entre espaços vetoriais, o produto tensorial das transformações lineares S e T é uma transformação linear
{\displaystyle S\otimes T:V\otimes W\to X\otimes Y}
definida por
{\displaystyle (S\otimes T)(v\otimes w)=S(v)\otimes T(w).}
Desta forma, o produto tensorial se torna um bifuntor da categoria dos espaços vetoriais sobre si mesma, covariante em ambos os argumentos.
Se S e T são ambas injectivas, sobrejetivas ou contínuas então S ⊗ T é, respectivamente, injetiva, sobrejetiva ou contínua.
Escolhendo bases de todos os espaços vetoriais envolvidos, as transformações lineares S e T podem ser representadas por matrizes. Então a matriz que descreve o produto S ⊗ T é o produto de Kronecker das duas matrizes. Por exemplo, se os espaços V, X, W, e Y acima são todos bidimensionais e forem fixadas bases para todos eles, e S e T forem dados pelas matrizes
{\displaystyle {\begin{bmatrix}a_{1,1}&a_{1,2}\\a_{2,1}&a_{2,2}\\\end{bmatrix}},\qquad {\begin{bmatrix}b_{1,1}&b_{1,2}\\b_{2,1}&b_{2,2}\\\end{bmatrix}},}
respectivamente, o produto tensorial destas duas matrizes será
{\displaystyle {\begin{bmatrix}a_{1,1}&a_{1,2}\\a_{2,1}&a_{2,2}\\\end{bmatrix}}\otimes {\begin{bmatrix}b_{1,1}&b_{1,2}\\b_{2,1}&b_{2,2}\\\end{bmatrix}}={\begin{bmatrix}a_{1,1}{\begin{bmatrix}b_{1,1}&b_{1,2}\\b_{2,1}&b_{2,2}\\\end{bmatrix}}&a_{1,2}{\begin{bmatrix}b_{1,1}&b_{1,2}\\b_{2,1}&b_{2,2}\\\end{bmatrix}}\\&\\a_{2,1}{\begin{bmatrix}b_{1,1}&b_{1,2}\\b_{2,1}&b_{2,2}\\\end{bmatrix}}&a_{2,2}{\begin{bmatrix}b_{1,1}&b_{1,2}\\b_{2,1}&b_{2,2}\\\end{bmatrix}}\\\end{bmatrix}}={\begin{bmatrix}a_{1,1}b_{1,1}&a_{1,1}b_{1,2}&a_{1,2}b_{1,1}&a_{1,2}b_{1,2}\\a_{1,1}b_{2,1}&a_{1,1}b_{2,2}&a_{1,2}b_{2,1}&a_{1,2}b_{2,2}\\a_{2,1}b_{1,1}&a_{2,1}b_{1,2}&a_{2,2}b_{1,1}&a_{2,2}b_{1,2}\\a_{2,1}b_{2,1}&a_{2,1}b_{2,2}&a_{2,2}b_{2,1}&a_{2,2}b_{2,2}\\\end{bmatrix}}.}
O posto resultante é no máximo 4, e, portanto, a dimensão resultante é 4. Aqui o posto refere-se ao posto do tensor (número de índices exigidos), enquanto que o posto da matriz conta o número de graus de liberdade na matriz resultante.
Um produto diádico é o caso especial do produto tensorial entre dois vetores de mesma dimensão.

### Propriedade universal

Este diagrama comutativo apresenta a propriedade universal do produto tensorial. Aqui e são bilineares, considerando que é linear.

No contexto de espaços vetoriais, o produto tensorial e a transformação bilinear {\displaystyle \varphi :V\times W\to V\otimes W} são caracterizados a menos de isomorfismo por uma propriedade universal sobre transformações bilineares. (Lembre-se que uma transformação bilinear é uma função que é separadamente linear em cada um de seus argumentos.) Informalmente, {\displaystyle \varphi } é a transformação bilinear mais geral definida em {\displaystyle V\times W.}
O espaço vetorial {\displaystyle V\otimes W} e a transformação bilinear associada {\displaystyle \varphi :V\times W\to V\otimes W} têm a propriedade de que toda transformação bilinear {\displaystyle h:V\times W\to Z} de {\displaystyle V\times W} para qualquer espaço vetorial {\displaystyle Z} pode ser fatorada unicamente através de {\displaystyle \varphi .} Ao dizer que "{\displaystyle h} é fatorada unicamente através de {\displaystyle \varphi }", o que se quer dizer é que existe uma única transformação linear {\displaystyle {\tilde {h}}:V\otimes W\to Z} tal que {\displaystyle h={\tilde {h}}\circ \varphi .}
Esta caracterização pode simplificar demonstrações sobre o produto tensorial. Por exemplo, o produto tensorial é simétrico, ou seja, há um isomorfismo canônico:
{\displaystyle V\otimes W\cong W\otimes V.}
Para construir, por exemplo, uma transformação de {\displaystyle V\otimes W} para {\displaystyle W\otimes V}basta que seja dada uma aplicação bilinear {\displaystyle h:V\times W\to W\otimes V} que leve {\displaystyle (v,w)} em {\displaystyle w\otimes v.} Então a propriedade universal de {\displaystyle V\otimes W} quer dizer que {\displaystyle h} pode ser fatorada em um aplicação {\displaystyle {\tilde {h}}:V\otimes W\to W\otimes V.} Uma aplicação {\displaystyle {\tilde {g}}:W\otimes V\to V\otimes W} no sentido oposto, é definida da mesma forma, e se verifica que as duas transformações lineares {\displaystyle {\tilde {h}}} e {\displaystyle {\tilde {g}}} são inversas uma da outra usando novamente suas propriedades universais.
Um raciocínio semelhante pode ser usado para mostrar que o produto é associativo, ou seja, que existem isomorfismos naturais
{\displaystyle V_{1}\otimes (V_{2}\otimes V_{3})\cong (V_{1}\otimes V_{2})\otimes V_{3}.}
Portanto, costuma-se omitir os parênteses e escrever {\displaystyle V_{1}\otimes V_{2}\otimes V_{3}.}
A categoria dos espaços vetoriais com o produto tensorial é um exemplo de uma categorial monoidal simétrica.
A definição de um produto tensorial por sua propriedade universal é válida em mais categorias além da categoria dos espaços vetoriais. No lugar das transformações multilineares (bilineares), a definição geral de produto tensorial utiliza multimorfismos.

### Potências tensoriais e tranças
Seja n um número inteiro não negativo. A n-ésima potência tensorial do espaço vetorial V é o produto tensorial de n cópias de V com si próprio, isto é,
{\displaystyle V^{\otimes n}\;{\overset {\mathrm {def} }{=}}\;\underbrace {V\otimes \cdots \otimes V} _{n}.}
Uma permutação σ do conjunto {1, 2, ..., n} determina uma função da n-ésima potência cartesiana de V como segue:
{\displaystyle {\begin{cases}\sigma \colon V^{n}\to V^{n}\\\sigma (v_{1},v_{2},\cdots ,v_{n})=\left(v_{\sigma (1)},v_{\sigma (2)},\cdots ,v_{\sigma (n)}\right)\end{cases}}}
Seja
{\displaystyle \varphi \colon V^{n}\to V^{\otimes n}}
a imersão multilinear natural da potência cartesiana de V na potência tensorial de V. Então, pela propriedade universal, há um único isomorfismo
{\displaystyle \tau _{\sigma }\colon V^{\otimes n}\to V^{\otimes n}}
tal que
{\displaystyle \varphi \circ \sigma =\tau _{\sigma }\circ \varphi .}
O isomorfismo τσ é chamado de aplicação trança associada à permutação σ.

## Produto de tensores
Dados os números inteiros não negativos r e s, um tensor do tipo (r,s) em um espaço vetorial V é um elemento de
{\displaystyle T_{s}^{r}(V)=\underbrace {V\otimes \dots \otimes V} _{r}\otimes \underbrace {V^{*}\otimes \dots \otimes V^{*}} _{s}=V^{\otimes r}\otimes V^{*\otimes s}.}
Aqui V∗ é o espaço vetorial dual (que consiste de todas as transformações lineares f de V para o corpo de escalares K).
Há uma aplicação produto, chamado de produto (tensorial) de tensores
{\displaystyle T_{s}^{r}(V)\otimes _{K}T_{s'}^{r'}(V)\to T_{s+s'}^{r+r'}(V).}
Ela é definida pelo agrupamento de todas as ocorrências de "fatores" V: escrevendo-se vi para um elemento de V e fi para elementos do espaço dual,
{\displaystyle (v_{1}\otimes f_{1})\otimes (v'_{1})=v_{1}\otimes v'_{1}\otimes f_{1}.}
A escolha de uma base de V e da base dual  correspondente de V∗ induz, naturalmente, uma base para Tr
s(V) (esta base é descrita no artigo sobre produtos de Kronecker). Em termos dessas bases, as componentes de um produto (tensorial) de dois (ou mais) tensores podem ser calculadas. Por exemplo, se F e G são dois tensores covariantes de postos m e n, respectivamente (ou seja, F ∈ T 0
m, e G ∈ T 0
n) então as componentes de seu produto tensorial são dados por
{\displaystyle (F\otimes G)_{i_{1}i_{2}\ldots i_{m+n}}=F_{i_{1}i_{2}\ldots i_{m}}G_{i_{m+1}i_{m+2}i_{m+3}\ldots i_{m+n}}.}

Assim, as componentes do produto tensorial de dois tensores são o produto ordinário das componentes de cada tensor. Outro exemplo: seja U um tensor do tipo (1, 1) com componentes Uαβ, e seja V um tensor do tipo (1, 0) com componentes V γ. Então,
{\displaystyle U^{\alpha }{}_{\beta }V^{\gamma }=(U\otimes V)^{\alpha }{}_{\beta }{}^{\gamma }}
e
{\displaystyle V^{\mu }U^{\nu }{}_{\sigma }=(V\otimes U)^{\mu \nu }{}_{\sigma }.}
Os produtos de tensores formam uma álgebra, chamada de álgebra tensorial.

## Relação com o espaço dual
Um exemplo particular é o produto tensorial de um espaço vetorial V com seu espaço dual V∗ (que consiste em todas as transformações lineares f de V ao campo terrestre K ).  Neste caso, existe uma função de avaliação canônica
{\displaystyle V\otimes V^{*}\to K}
que é definida nos tensores elementares por
{\displaystyle v\otimes f\mapsto f(v).}
A função resultante
{\displaystyle T_{s}^{r}(V)\to T_{s-1}^{r-1}(V)}
é chamada de contração do tensor (para r, s > 0 ).
Por outro lado, se V tem dimensão finita, há uma aplicação canônica na outra direção (chamada aplicação de coavaliação)
{\displaystyle K\to V\otimes V^{*},\lambda \mapsto \sum _{i}\lambda v_{i}\otimes v_{i}^{*}.}
em que v1, ..., vn é qualquer base de V, e vi∗ é a sua base dual. Surpreendentemente, esta aplicação não depende da base escolhida.
A interação entre as aplicações de avaliação e de coavaliação pode ser usado para caracterizar os espaços vetoriais de dimensão finita sem se referir às bases.

### Produto tensorial vs. Hom
Dados dois espaços vetoriais de dimensão finita U, V sobre o mesmo corpo K, denote o espaço dual de U por U*e o K-espaço vetorial de todas as transformações lineares de U em V por Hom(U,V). Tem-se a seguinte relação:
{\displaystyle U^{*}\otimes V\cong \mathrm {Hom} (U,V),}
um isomorfismo pode ser definido por {\displaystyle \alpha :U^{*}\otimes V\rightarrow \mathrm {Hom} (U,V),} pela ação em tensores puro
{\displaystyle u^{*}\otimes v\mapsto (u^{*}\otimes v)(u)=u^{*}(u)v,}
o seu "inverso" pode ser definido de uma maneira similar como acima (Relação com o espaço dual) usando base dual {\displaystyle \{u_{i}^{*}\},}
{\displaystyle \mathrm {Hom} (U,V)\to U^{*}\otimes V,\quad f(\cdot )\mapsto \sum _{i}u_{i}^{*}\otimes f(u_{i}).}
Este resultado implica
{\displaystyle \dim(U\otimes V)=\dim(U)\dim(V)}
que automaticamente dá o importante fato de que {\displaystyle \{u_{i}\otimes v_{j}\}} forma uma base para {\displaystyle U\otimes V} em que {\displaystyle \{u_{i}\},\{v_{j}\}} são bases de U e V.
Além disso, dados três espaços vetoriais U, V, W o produto tensorial está ligado ao espaço vetorial de todas as transformações lineares, como segue:
{\displaystyle \mathrm {Hom} (U\otimes V,W)\cong \mathrm {Hom} (U,\mathrm {Hom} (V,W)).}
Este é um exemplo de funtor adjunto: o produto tensorial é "adjunto à esquerda" de Hom.

### Representação adjunta
O tensor {\displaystyle \scriptstyle T_{s}^{r}(V)} pode ser visto naturalmente como um módulo para a álgebra de Lie End(V), por meio da ação diagonal: por simplicidade, suponha que r = s = 1, então, para cada u ∈ End(V),
{\displaystyle u(a\otimes b)=u(a)\otimes b-a\otimes u^{*}(b),}
em que u∗ em End(V∗) é a transposta de u, isto é, em termos do emparelhamento óbvio em V ⊗ V∗,
{\displaystyle \langle u(a),b\rangle =\langle a,u^{*}(b)\rangle .}
Há um isomorfismo canônico {\displaystyle \scriptstyle T_{1}^{1}(V)\rightarrow \mathrm {End} (V)} definido por
{\displaystyle (a\otimes b)(x)=\langle x,b\rangle a.}
Sob este isomorfismo, cada u em End(V) pode ser visto primeiramente como um endomorfismo de {\displaystyle \scriptstyle T_{1}^{1}(V)} e, então, como um endomorfismo de End(V). Na verdade, ele é a representação adjunta ad(u) de End(V).

## Produtos tensoriais de módulos sobre um anel
O produto tensorial de dois módulos A e B sobre um anel comutativo R é definido exatamente da mesma maneira que p produto tensorial de espaços vetoriais sobre um corpo:
{\displaystyle A\otimes _{R}B:=F(A\times B)/G}
onde agora F(A × B) é o R-módulo livre gerado pelo produto cartesiano e G é o R-módulo gerado pelas mesmas relações acima.
De modo mais geral, o produto tensorial pode ser definido mesmo se o anel não for comutativo (ab ≠ ba). Neste caso, A tem que ser um R-módulo à direita e B é R-módulo à esquerda e, em vez das duas últimas relações acima, é imposta a relação
{\displaystyle (ar,b)-(a,rb).}
Se R não é comutativo, isso não é mais um R-módulo, e sim apenas um grupo abeliano.
A propriedade universal também é adaptada quase sem modificação: a aplicação φ : A × B → A ⊗R B definida por (a, b) ↦ a ⊗ b é uma transformação linear intermediária (chamada de "transformação linear intermediária canônica".); isto é, que satisfaz:
{\displaystyle {\begin{aligned}\phi (a+a',b)=\phi (a,b)+\phi (a',b)\\\phi (a,b+b')=\phi (a,b)+\phi (a,b')\\\phi (ar,b)=\phi (a,rb)\end{aligned}}}
As duas primeiras propriedades fazem de φ uma transformação bilinear do grupo abeliano A × B. Para qualquer transformação linear intermediária ψ de A × B, um único homomorfismo de grupos f de A ⊗R B satisfaz ψ = f ∘ φ, e esta propriedade determina {\displaystyle \phi } a menos de isomorfismos de grupo. Veja o artigo principal para obter detalhes.

### Produto de módulos ao longo de um não-comutativa anel
Seja A um R-módulo à direita e B um R-módulo à esquerda. O produto tensorial de A e B é um grupo abeliano definido por
{\displaystyle A\otimes _{R}B:=F(A\times B)/G}
onde {\displaystyle F(A\times B)} é um grupo abeliano livre sobre {\displaystyle A\times B} e G é um subgrupo de {\displaystyle F(A\times B)} gerado pelas relações
{\displaystyle {\begin{aligned}&\forall a,a_{1},a_{2}\in A,\forall b,b_{1},b_{2}\in B,\forall r\in R:\\&(a_{1},b)+(a_{2},b)-(a_{1}+a_{2},b),\\&(a,b_{1})+(a,b_{2})-(a,b_{1}+b_{2}),\\&(ar,b)-(a,rb).\\\end{aligned}}}
A propriedade universal pode ser expressa da seguinte forma. Seja G um grupo abeliano com uma aplicação {\displaystyle q:A\times B\rightarrow G} que é bilinear, no sentido de que
{\displaystyle {\begin{aligned}&q(a_{1}+a_{2},b)=q(a_{1},b)+q(a_{2},b),\\&q(a,b_{1}+b_{2})=q(a,b_{1})+q(a,b_{2}),\\&q(ar,b)=q(a,rb).\end{aligned}}}
Então, há uma única aplicação {\displaystyle {\overline {q}}:A\otimes B\rightarrow G} tal que {\displaystyle {\overline {q}}(a\otimes b)=q(a,b)} para cada {\displaystyle a\in A,b\in B.}
Além disso, pode-se definir em {\displaystyle A\otimes _{R}B} uma estrutura de módulo sob algumas condições extras.
1) Se A é um (S,R)-bimódulo, então, {\displaystyle A\otimes _{R}B} é um S-módulo à esquerda em que {\displaystyle s(a\otimes b):=(sa)\otimes b.}
2) Se B é um (R,S)-bimódulo, então {\displaystyle A\otimes _{R}B} é um S-módulo à direita em que {\displaystyle (a\otimes b)s:=a\otimes (bs).}
3) Se R é um anel comutativo, então A e B são (R,R)-bimódulos em que {\displaystyle ra:=ar} e {\displaystyle br:=rb.} 1), {\displaystyle A\otimes _{R}B} é um R-módulo à esquerda. Por 2), {\displaystyle A\otimes _{R}B} é um R-módulo à direita. Assim, pode-se concluir que {\displaystyle A\otimes _{R}B} é um (R,R)-bimódulo.

### Cálculo do produto tensorial
Para espaços vetoriais, o produto tensorial V ⊗ W é calculado rapidamente já que bases de V de W imediatamente determinam uma base de V ⊗ W, como foi mencionado acima. Para os módulos sobre um anel (comutativo) arbitrário, e nem todo módulo é livre. Por exemplo, Z/nZ não é um grupo abeliano livre (= Z-módulo). O produto tensorial com Z/nZ por
{\displaystyle M\otimes _{\mathbf {Z} }\mathbf {Z} /n\mathbf {Z} =M/nM.}
Mais geralmente, dada uma presentação de um R-módulo M, isto é, um número de geradores mi ∈ M, i ∈ I, juntamente com relações {\displaystyle \sum _{j\in J}a_{ji}m_{i}=0,} em que aji ∈ R, o produto tensorial pode ser calculado como a seguir cokernel:
{\displaystyle M\otimes _{R}N=\operatorname {coker} (N^{J}\rightarrow N^{I})}
Aqui NJ := ⨁j ∈ J N e a aplicação é determinada levando algum n ∈ N na j-ésima cópia de NJ para ajin (em NI). Coloquialmente, isso pode ser reformulado dizendo que uma presentação de M dá origem a uma presentação de M ⊗R N. Isso é descrito dizendo-se que produto é um funtor exato à direita. Ele não é, em geral, exato à esquerda, isto é, dada uma aplicação injetiva de R-módulos M1 → M2, o produto tensorial
{\displaystyle M_{1}\otimes _{R}N\to M_{2}\otimes _{R}N}
geralmente não é injetivo. Por exemplo, calculando-se o produto tensorial da aplicação (injetiva) com a multiplicação com n, n : Z → Z com Z/nZ produz a aplicação nula 0 : Z/nZ → Z/nZ, que não é injetiva. Os funtores Tor de ordem mais alta medem o defeito do produto tensorial não ser exato à esquerda. Todos os funtores Tor de ordem mais alta são montados no produto tensorial derivado.

## Produto tensorial de álgebras
Seja R um anel comutativo. O produto tensorial de R-módulos aplica-se, em particular, se A e B são R-álgebras. Neste caso, o produto tensorial A ⊗R B é ele próprio uma R-álgebra, colocando
{\displaystyle (a_{1}\otimes b_{1})\cdot (a_{2}\otimes b_{2})=(a_{1}\cdot a_{2})\otimes (b_{1}\cdot b_{2}).}
Por exemplo,
{\displaystyle R[x]\otimes _{R}R[y]\cong R[x,y].}
Um exemplo específico é quando A e B são corpos que contêm um subcorpo comum R. O produto tensorial de corpos está intimamente relacionado com a teoria de Galois: se, por exemplo, A = R[x] / f(x), onde f é algum polinômio irredutível com coeficientes em R, o produto tensorial pode ser calculado como
{\displaystyle A\otimes _{R}B\cong B[x]/f(x)}
em que f é interpretado como o mesmo polinômio, mas com seus coeficientes considerados como elementos de B. No corpo maior B, o polinômio pode se tornar redutível, o que traz a teoria de Galois. Por exemplo, se A = B é uma extensão de Galois de R, então
{\displaystyle A\otimes _{R}A\cong A[x]/f(x)}
é isomorfo (como uma A-álgebra) a Adeg(f).

## Autoconfigurações de tensores
Matrizes quadradas A, com entradas em um corpo K representam transformações lineares entre espaços vetoriais, por exemplo {\displaystyle K^{n}\to K^{n}}e, portanto, transformações lineares {\displaystyle \psi :\mathbb {P} ^{n-1}\to \mathbb {P} ^{n-1}} entre espaços projetivos sobre {\displaystyle K.} Se A é não singular, então {\displaystyle \psi } é bem definida em todos os lugares, e os autovetores de {\displaystyle A} correspondem aos pontos fixos de {\displaystyle \psi .} A autoconfiguração de A consiste de n pontos de {\displaystyle \mathbb {P} ^{n-1},} desde que {\displaystyle A} seja genérica e K seja algebricamente fechado. Os pontos fixos de transformações não lineares são os autovetores de tensores. Seja {\displaystyle A=(a_{i_{1}i_{2}\cdots i_{d}})} um tensor de dimensão {\displaystyle d} com o formato {\displaystyle n\times n\times \cdots \times n} e com entradas {\displaystyle (a_{i_{1}i_{2}\cdots i_{d}})} pertencentes a um corpo algebricamente fechado {\displaystyle K} de característica zero. Tal tensor {\displaystyle A\in (K^{n})^{\otimes d}} define funções polinomiais {\displaystyle K^{n}\to K^{n}} e {\displaystyle \mathbb {P} ^{n-1}\to \mathbb {P} ^{n-1}} com coordenadas
{\displaystyle \psi _{i}(x_{1},...,x_{n})=\sum _{j_{2}=1}^{n}\sum _{j_{3}=1}^{n}\cdots \sum _{j_{d}=1}^{n}a_{ij_{2}j_{3}\cdots j_{d}}x_{j_{2}}x_{j_{3}}\cdots x_{j_{d}}\;\;{\mbox{for }}i=1,...,n}
Assim, cada uma das{\displaystyle n} n coordenadas de {\displaystyle \psi } é um polinômio homogêneo {\displaystyle \psi _{i}} de grau {\displaystyle d-1} em {\displaystyle \mathbf {x} =(x_{1},...,x_{n}).} Os autovetores de {\displaystyle A} são as soluções da restrição
{\displaystyle {\mbox{rank}}{\begin{pmatrix}x_{1}&x_{2}&\cdots &x_{n}\\\psi _{1}(\mathbf {x} )&\psi _{2}(\mathbf {x} )&\cdots &\psi _{n}(\mathbf {x} )\end{pmatrix}}\leq 1}
e a autoconfiguração é dada pela variedade dos menores {\displaystyle 2\times 2} desta matriz.

## Outros exemplos de produtos tensoriais

### Produto tensorial de espaços de Hilbert
Espaços de Hilbert generalizam espaços vetoriais de dimensão finita para dimensão infinita contável. O produto tensorial ainda é definido; ele é o produto tensorial de espaços de Hilbert.

### Produto tensorial topológico
Quando a base de um espaço vetorial não é mais contável, então a formalização axiomática adequada para o espaço vetorial é a de um espaço vetorial topológico. O produto tensorial ainda está definido, e é o produto tensorial topológico.

### Produto tensorial de espaços vetoriais graduados
Alguns espaços vetoriais pode ser decompostos em somas diretas de subespaços. Em tais casos, o produto tensorial de dois espaços pode ser decomposto em somas de produtos dos subespaços (de forma análoga à forma como a multiplicação se distribui em relação à adição).

### Produto tensorial de representações
Espaços vetoriais dotados de uma estrutura multiplicativa adicional são chamados de álgebras. O produto tensorial de tais álgebras é descrito pela regra de Littlewood–Richardson.

### Produto tensorial de multilinear formas
Dadas duas formas multilineares {\displaystyle \scriptstyle f(x_{1},\dots ,x_{k})} e {\displaystyle \scriptstyle g(x_{1},\dots ,x_{m})} sobre um espaço vetorial {\displaystyle V} sobre o campo {\displaystyle K,} o seu produto tensorial é a forma multilinear
{\displaystyle (f\otimes g)(x_{1},\dots ,x_{k+m})=f(x_{1},\dots ,x_{k})g(x_{k+1},\dots ,x_{k+m}).}
Este é um caso especial do produto de tensores se eles são vistos como aplicações multilineares (ver também tensores como aplicações multilineares). Assim, as componentes do produto tensorial de formas multilineares pode ser calculado pelo produto de Kronecker.

### Produto tensorial de grafos
Deve ser mencionado que, apesar de ser chamado de "produto tensorial", este não é um produto tensorial de grafos no sentido acima; na verdade, é o produto categorial na categoria de grafos e homomorfismos de grafos. No entanto, ele é, na verdade, o produto tensorial de Kronecker das matrizes de adjacência dos grafos. Compare também com a seção produto tensorial de transformações lineares acima.

### Categorias monoidais
O contexto mais geral para o produto tensorial é a categoria monoidal. Ela captura a essência algébrica dos tensores, sem fazer qualquer referência específica ao que está sendo multiplicado tensorialmente. Assim, todos os produtos tensoriais podem ser expressos como uma aplicação da categoria monoidal para algum contexto determinado, atuando sobre alguns objetos particulares.

## Quociente de álgebras
Um número de subespaços importantes da álgebra tensorial podem ser construídos como quocientes: estes incluem a álgebra exterior, a álgebra simétrica, a álgebra de Clifford, a álgebra de Weyl, e a álgebra envelopante universal em geral.
A álgebra exterior é construída a partir do produto exterior. Dado um espaço vetorial V, o produto exterior {\displaystyle V\wedge V} é definido como
{\displaystyle V\wedge V:=V\otimes V/(v\otimes v{\text{ for all }}v\in V).}
Observe que, quando o corpo subjacente de V não tem característica 2, esta definição é equivalente a
{\displaystyle V\wedge V:=V\otimes V/(v_{1}\otimes v_{2}+v_{2}\otimes v_{1}{\text{ for all }}v_{1},v_{2}\in V).}
A imagem de {\displaystyle v_{1}\otimes v_{2}} no produto exterior é geralmente denotada por {\displaystyle v_{1}\wedge v_{2}} e satisfaz, por construção, {\displaystyle v_{1}\wedge v_{2}=-v_{2}\wedge v_{1}.} São possíveis construções semelhantes para {\displaystyle V\otimes \dots \otimes V} (com n fatores), dando origem a {\displaystyle \Lambda ^{n}V}a n-ésima potência exterior de V. O último conceito é a base das n-formas diferenciais.
A álgebra simétrica é construída de forma semelhante, a partir do produto simétrico
{\displaystyle V\odot V:=V\otimes V/(v_{1}\otimes v_{2}-v_{2}\otimes v_{1}{\text{ for all }}v_{1},v_{2}\in V).}
Mais geralmente
{\displaystyle \operatorname {Sym} ^{n}V:=\underbrace {V\otimes \dots \otimes V} _{n}/(\dots \otimes v_{i}\otimes v_{i+1}\otimes \dots -\dots \otimes v_{i+1}\otimes v_{i}\otimes \dots )}
Isto é, na álgebras imétrica  ois vetores adjacentes (e, portanto, todos eles) podem ser ipermutados Os objetos resultantes são chamados de tensores simétricos.
Álgebras adicionais resultam do quociente por outros polinômios; o caso geral é dado pelas álgebras envelopantes universais.

## Produto tensorial em programação

### Matriz de linguagens de programação
Linguagens de programação matriciais podem ter este padrão disponível por padrão. Por exemplo, em APL o produto tensorial é expresso por ○.×  (por exemplo, A ○.× B ou A ○.× B ○.× C). Em J o produto tensorial é a forma diádica de */ (por exemplo A */ b ou a */ b */ c).
Note que o tratamento feito em J também permite a representação de alguns corpos tensoriais, já que a e b podem ser funções, em vez de constantes. Este produto de duas funções é uma função derivada, e se a e b são diferenciáveis, então a */ b é diferenciável.
No entanto, estes tipos de notação não estão presentes universalmente nas linguagens matriciais. Outras linguagens matriciais podem exigir o tratamento explícito dos índices (por exemplo, MATLAB), e/ou podem não suportar funções de ordem superior, tais como a derivada jacobiana (por exemplo, Fortran/APL).